# Karl Dechert
Karl (auch Carl) Gustav Adolf Hugo Dechert (* 25. November 1900 in Berlin-Schöneberg; † 17. März (aufgefunden) 1962 ebenda) war ein deutscher Violoncellist.

## Leben und Wirken
Karl Dechert war der Sohn des Cellisten und Kammermusikers Hugo Dechert (1860–1923) und seiner Ehefrau Bertha Johanne Marie Henriette, geborene Syvarth (1867–1943). Bereits während der Schulzeit an der Hohenzollern-Schule erhielt er Cellounterricht bei seinem Vater. Vom Herbst 1916 bis zum Frühjahr  1918 studierte er an der Berliner Hochschule für Musik bei Hugo Becker und Otto Niedermayr.
1918 wurde Dechert Mitglied des Orchesters des Deutschen Opernhauses in Berlin-Charlottenburg, 1923 wechselte er als Nachfolger seines Vaters an die Staatsoper Unter den Linden, wo er 1924 zum Vorspieler/Solocellisten ernannt wurde. Diesem Haus blieb er bis Anfang der 1960er Jahre verbunden.  Ab Anfang 1924 war Dechert auch als Lehrer für Violoncello am Klindworth-Scharwenka-Konservatorium tätig.
Kammermusikalisch arbeitete er mit Emil Kornsand, Karl Reitz und Rudolf Deman im Deman-Streichquartett zusammen. Dechert war 1921 nach dem Tod von Heinz Beyer als Nachfolger in dieses Quartett eingetreten. Er konzertierte mit seinem Bruder Fritz Dechert, sowie mit Paul Treff und Paul Walter im Cello-Quartett der Berliner Staatsoper. Dieses Quartett hatte das Andante Religioso von Georg Goltermann für das Label Electrola auf Tonträger eingespielt. Deutlich später (1943) konzertierte er unter anderem im Auftrag der Preußischen Akademie der Künste als Mitglied des Kalki-Streichquartetts der Staatsoper Berlin gemeinsam mit Max Kalki und Hans Reinicke (Violine) und Richard Jauch (Viola) mit Mitgliedern der Berliner Staatskapelle unter anderem im Saal der Berliner Singakademie.
Mit Rudolf Deman (Violine) und Otto Urack (Klavier) spielte er ab 1922 zahlreiche kammermusikalische Werke und auch anlassbezogene Tonträger wie Weihnachtsplatten auf Schellack-Tonträgern des Labels Vox ein.
Karl Dechert wurde der Ehrentitel Kammervirtuose verliehen.

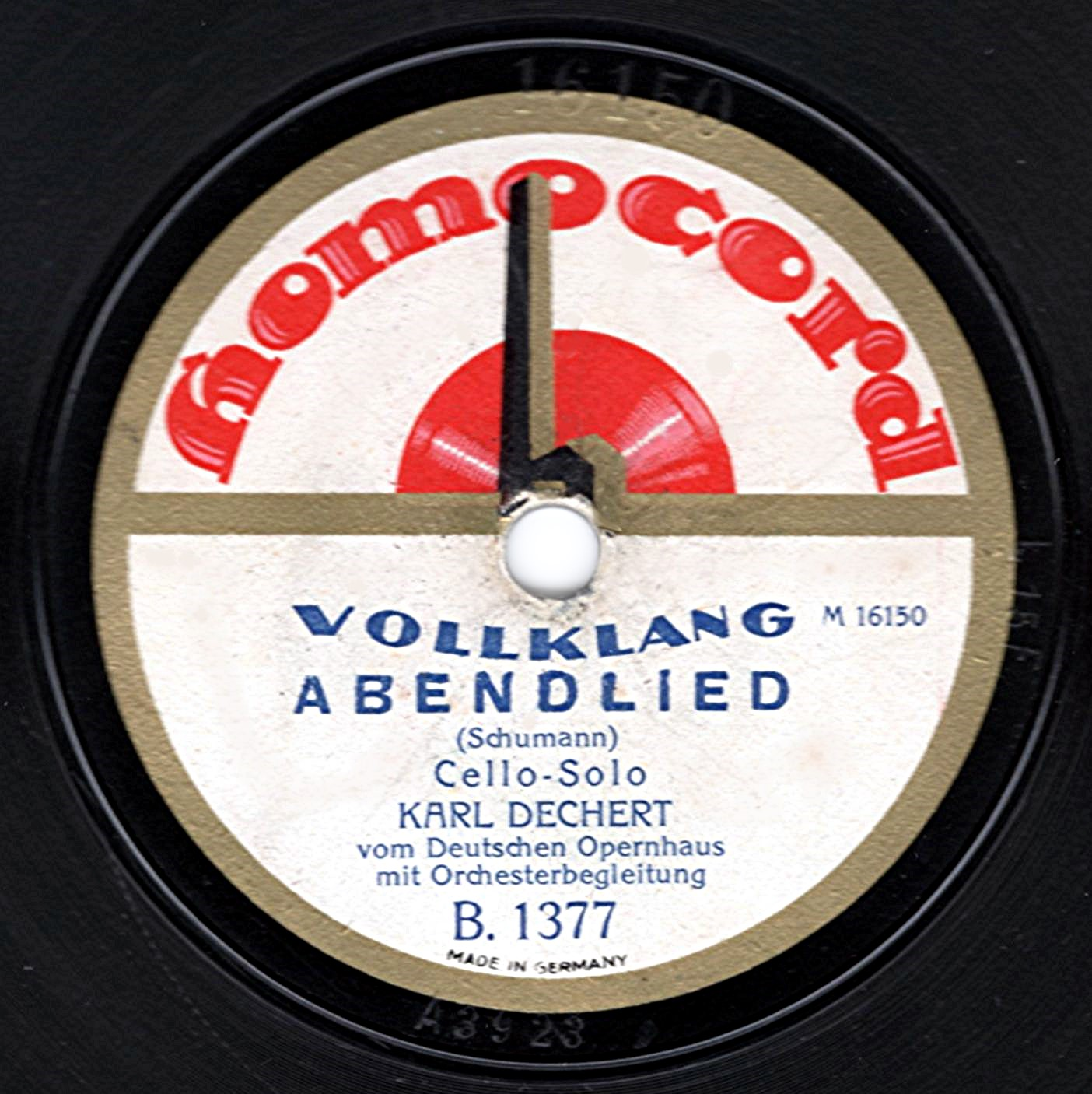
Schallplattenaufnahme von Karl Dechert, November 1920